# Crocallis tusciaria
Crocallis tusciaria là một loài bướm đêm trong họ Geometridae.

## Hình ảnh

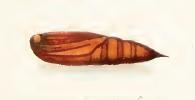
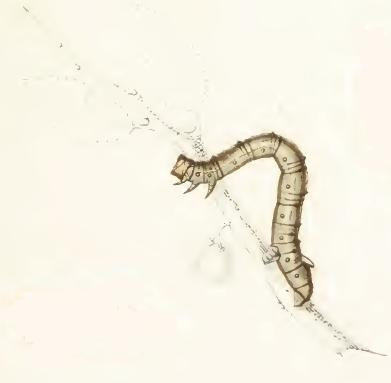
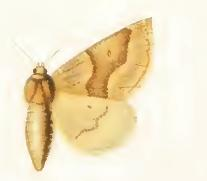
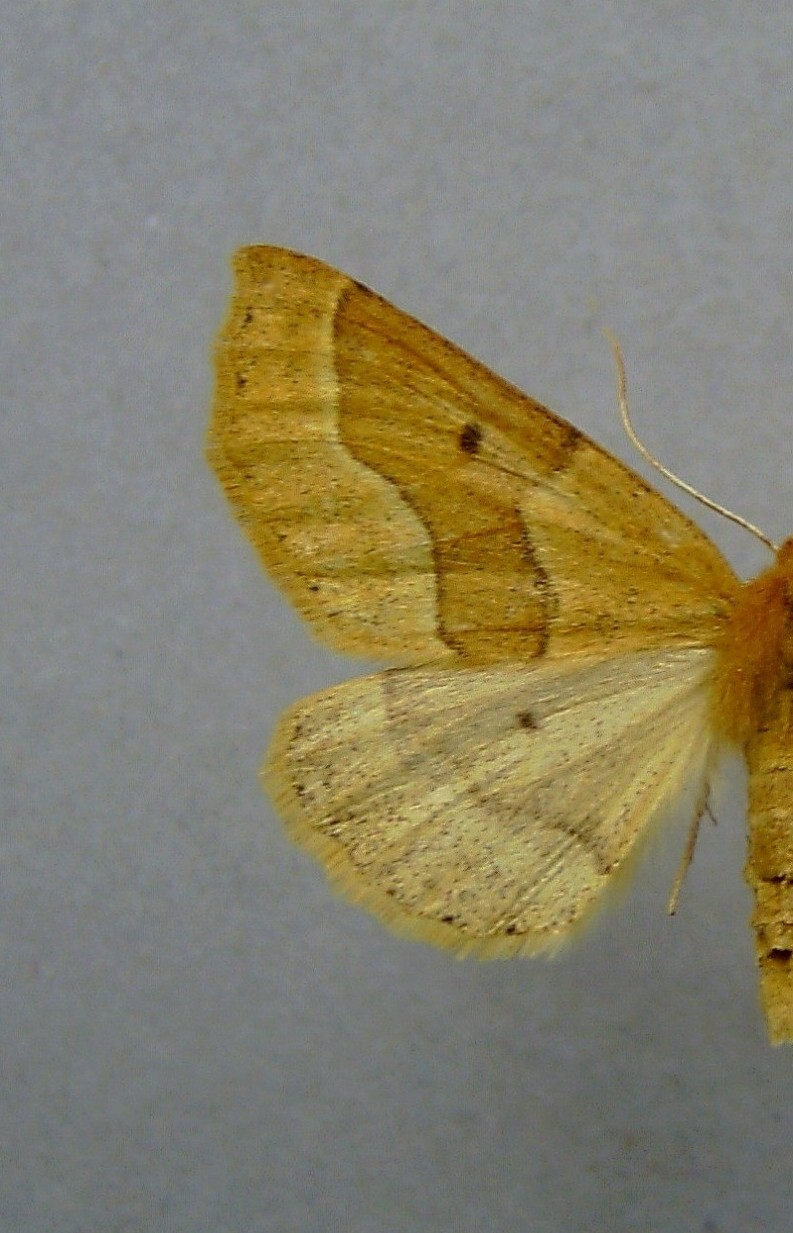